# Albert Finney
Albert Finney, född 9 maj 1936 i Salford, Greater Manchester, död 7 februari 2019 i London, var en brittisk skådespelare. Finney är bland annat känd för sina roller i Lördagskväll och söndagsmorgon (1960), Tom Jones (1963), En spökhistoria (1970), Mordet på Orientexpressen (1974), Annie (1982), Påklädaren (1983), Miller's Crossing (1990), Erin Brockovich (2000), The Gathering Storm (2002), Big Fish (2003), The Bourne Ultimatum (2007), Before the Devil Knows You're Dead (2007), The Bourne Legacy (2012) och Skyfall (2012). Han Oscarsnominerades fem gånger och nominerades även till nio Golden Globes, samt erhöll tre av dessa.

## Biografi
Finney var son till en bookmaker. Han utbildade sig vid RADA – Royal Academy of Dramatic Art – och gjorde scendebut 1958 med Birmingham Repertory Theatre. Till att börja med spelade han endast Shakespeareroller men 1960 gjorde han succé på Londonscenen som rebellisk ung man i Lögnhalsen. Han filmdebuterade 1960 och blev snabbt berömd i pjäser och filmer skrivna av John Osborne och regisserade av Tony Richardson. 
En av de mer prominenta rollerna är som den alkoholiserade konsuln i Under vulkanen. Finney brukar kallas för ”en ny Laurence Olivier”. Han blev även mycket uppskattad för huvudrollen i The Gathering Storm där han spelar Winston Churchill. Så övertygande att han vann en Emmy för bästa skådespelare. Finney har även oscarnominerats för sin rolltolkning som Hercule Poirot i Mordet på Orientexpressen. 
Tillsammans med skådespelaren Michael Medwin grundade Finney filmproduktionsbolaget Memorial Enterprises, som låg bakom hans egenregisserade film Charlie Bubbles, liksom Eddie Ginley - kanske en deckare (Gumshoe) och Lindsay Andersons If.....
Finney tilldelades utmärkelsen CBE (Commander of the Order of the British Empire) 1980 och adlades tjugo år senare.
Albert Finney var gift med skådespelarna Jane Wenham 1957–1961 och Anouk Aimée 1970–1978. Sedan 2006 var han gift med Pene Delmage.

## Filmografi
| År   | Film                                     | Roll                       | Noteringar |
| ---- | ---------------------------------------- | -------------------------- | --- |
| 1960 | Glädjespridaren                          | Mick Rice                  | |
| 1960 | Lördagskväll och söndagsmorgon           | Arthur Seaton              | BAFTA Award for Most Promising Newcomer National Board of Review Award for Best Actor Nominated — BAFTA Award for Best Actor in a Leading Role |
| 1963 | Tom Jones                                | Tom Jones                  | Golden Globe Award for Most Promising Newcomer New York Film Critics Circle Award for Best Actor Volpi Cup Nominated — Academy Award for Best Actor Nominated — BAFTA Award for Best Actor in a Leading Role Nominated — Golden Globe Award for Best Actor – Motion Picture Musical or Comedy |
| 1964 | Natt i skräck                            | Danny                      | |
| 1967 | Två på väg                               | Mark Wallace               | |
| 1968 | Charlie Bubbles                          | Charlie Bubbles            | Även regi |
| 1970 | En spökhistoria                          | Ebenezer Scrooge           | Golden Globe Award for Best Actor – Motion Picture Musical or Comedy |
| 1971 | Eddie Ginley - kanske en deckare         | Eddie Ginley               | Nominated — BAFTA Award for Best Actor in a Leading Role |
| 1974 | Mordet på Orientexpressen                | Hercule Poirot             | Evening Standard British Film Award for Best Actor Nominated — Academy Award for Best Actor Nominated — BAFTA Award for Best Actor in a Leading Role |
| 1975 | Sherlock Holmes' smarta brorsa           | Man i publiken på opera    | Cameo |
| 1977 | Duellanterna                             | Fouche                     | |
| 1981 | Looker                                   | Dr. Larry Roberts          | |
| 1981 | Wolfen                                   | Dewey Wilson               | Nominated — Saturn Award for Best Actor |
| 1981 | Kryphålet                                | Daniels                    | |
| 1982 | Annie                                    | Daddy Warbucks             | |
| 1982 | Ta ner månen om du kan!                  | George Dunlap              | Nominated — BAFTA Award for Best Actor in a Leading Role Nominated — Golden Globe Award for Best Actor – Motion Picture Drama |
| 1983 | Påklädaren                               | Sir                        | Silver Bear for Best Actor Nominated — Academy Award for Best Actor Nominated — BAFTA Award for Best Actor in a Leading Role Nominated — Golden Globe Award for Best Actor – Motion Picture Drama |
| 1984 | Under vulkanen                           | Geoffrey Firmin            | Los Angeles Film Critics Association Award for Best Actor London Film Critics Circle Award for Best Actor Nominated — Academy Award for Best Actor Nominated — Golden Globe Award for Best Actor – Motion Picture Drama |
| 1987 | Orphans                                  | Harold                     | |
| 1990 | Allt för sin image                       | Jason Cromwell             | Nominated — Emmy Award for Outstanding Lead Actor - Mini-series/Film |
| 1990 | The Green Man                            | Maurice Allington          | Nominated — British Academy Television Award for Best Actor |
| 1990 | Miller's Crossing                        | Leo O'Bannon               | |
| 1990 | Roger Waters - The Wall (Live in Berlin) | The Judge                  | |
| 1992 | En charmig odåga                         | Hegarty                    | |
| 1993 | Rich in Love                             | Warren Odom                | |
| 1994 | Skuggan av en man                        | Andrew Crocker-Harris      | Boston Society of Film Critics Award for Best Actor |
| 1994 | A Man of No Importance                   | Alfred Byrne               | |
| 1997 | Washington Square                        | Dr. Austin Sloper          | |
| 1999 | Breakfast of Champions                   | Kilgore Trout              | |
| 2000 | Erin Brockovich                          | Ed Masry                   | Dallas-Fort Worth Film Critics Association Award for Best Supporting Actor London Film Critics' Circle Award for British Supporting Actor of the Year Screen Actors Guild Award for Outstanding Performance by a Male Actor in a Supporting Role Nominated — Academy Award for Best Supporting Actor Nominated — BAFTA Award for Best Actor in a Supporting Role Nominated — Chicago Film Critics Association Award for Best Supporting Actor Nominated — Chlotrudis Award for Best Supporting Actor Nominated — Golden Globe Award for Best Supporting Actor – Motion Picture Nominated — Las Vegas Film Critics Society Award for Best Supporting Actor Nominated — Online Film Critics Society Award for Best Supporting Actor Nominated — Satellite Award for Best Supporting Actor - Motion Picture |
| 2000 | Traffic                                  | White House Chief of Staff | Screen Actors Guild Award for Outstanding Performance by a Cast in a Motion Picture |
| 2002 | The Gathering Storm                      | Winston Churchill          | British Academy Television Award for Best Actor Broadcasting Press Guild Award for Best Actor Emmy Award for Outstanding Lead Actor - Mini-series/Film Golden Globe Award for Best Actor – Miniseries or Television Film Nominated — Satellite Award for Best Actor – Miniseries or Television Film Nominated — Screen Actors Guild Award for Outstanding Performance by a Male Actor in a Miniseries or Television Movie |
| 2003 | Big Fish                                 | older Edward Bloom         | Nominated — BAFTA Award for Best Actor in a Supporting Role Nominated — Golden Globe Award for Best Supporting Actor – Motion Picture Nominated — Saturn Award for Best Actor |
| 2004 | Ocean's Twelve                           | Gaspar LeMarque            | Cameo |
| 2005 | Corpse Bride                             | Finis Everglot             | Röst |
| 2006 | A Good Year                              | Uncle Henry Skinner        | |
| 2007 | Amazing Grace                            | John Newton                | |
| 2007 | The Bourne Ultimatum                     | Dr. Albert Hirsch          | |
| 2007 | Before the Devil Knows You're Dead       | Charles Hanson             | Gotham Award for Best Ensemble Cast Nominated — London Film Critics' Circle Award for British Supporting Actor of the Year |
| 2012 | The Bourne Legacy                        | Dr. Albert Hirsch          | |
| 2012 | Skyfall                                  | Kincade                    | |